# Dębno Poproboszczowskie
Dębno Poproboszczowskie – wieś w Polsce położona w województwie wielkopolskim, w powiecie kolskim, w gminie Babiak.
W latach 1975–1998 miejscowość administracyjnie należała do województwa konińskiego.

## Informacje ogólne
Wieś położona 14 km na północ od Koła przy lokalnej drodze z Wrzącej Wielkiej do Babiaka. 
Pierwsza wzmianka o jej istnieniu pochodzi z 1476 roku. 

## Kościół
W południowej części wsi drewniany kościół św.Michała Archanioła, konstrukcji zrębowej, został wzniesiony prawdopodobnie w 1766 r. Jest budynkiem jednonawowym, z węższym i nieco niższym prezbiterium zamkniętym wielobocznie. Dachy kryte gontem, ponad nimi wznosi się strop płaski. Na belce tęczowej ustawiony jest krucyfiks barokowy. Ołtarz główny pochodzi z drugiej połowy XVIII wieku, w nim – przemalowany obraz patrona kościoła – św.Michała Archanioła. Ciekawym wyrobem osiemnastowiecznego rzemiosła jest kuty żyrandol żelazny z 1799 roku. Odpust parafialny obchodzony jest 29 września. Parafia Dębno administracyjnie należy do dekanatu izbickiego (diecezja włocławska).